# Hassan Shehata
Hassan Shehata (àrab: حسن شحاتة)  (Kafr el-Dawwar, 19 de juny de 1949) fou un futbolista egipci de la dècada de 1970 i entrenador.

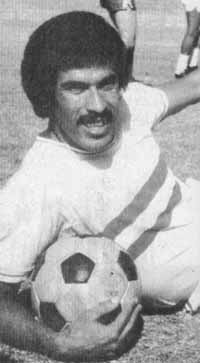
Hassan Shehata a Zamalek als 70s.

Fou internacional amb la selecció d'Egipte.
Pel que fa a clubs, destacà a Zamalek.
Trajectòria com a entrenador:
- 1983–1985 Zamalek U-20
- 1985–1986 Zamalek (assistent)
- 1986–1988 Al Wasl (Emirates)
- 1989–1990 Al-Merreikh (Sudan)
- 1990–1992 El Shourta
- 1992–1993 Ittihad Alexandria
- 1993–1994 El Shourta
- 1995–1996 Zamalek (assistent)
- 1996–1997 El Minya
- 1997–1998 El Sharkia SC
- 1998–1999 El Shams
- 1999 Al-Ahly Benghazi (Libya)
- 1999–2000 Suez
- 2000 Al-Fujairah
- 2001 Dina Farms
- 2001–2003 Egipte U20
- 2003–2004 El Mokawloon
- 2004–2011  Egipte
- 2011–2012 Zamalek
- 2012 Al-Arabi (Qatar)
- 2014 Difaâ El Jadidi
- 2014–2015 El Mokawloon
- 2015–2016 Petrojet FC